# 曝走する魔人
『曝走する魔人』（ばくそうするまじん）は1933年に日本で制作されたサイレント映画。宝塚キネマ製作。

## スタッフ
- 監督 : 大江秀夫
- 脚本 : 朝村素堂
- 原作 : 朝村素堂
- 撮影 : 桜木四平、松本喜太郎

## キャスト
- 隼秀人
- 都賀静子